# Cuartel de Selimiye

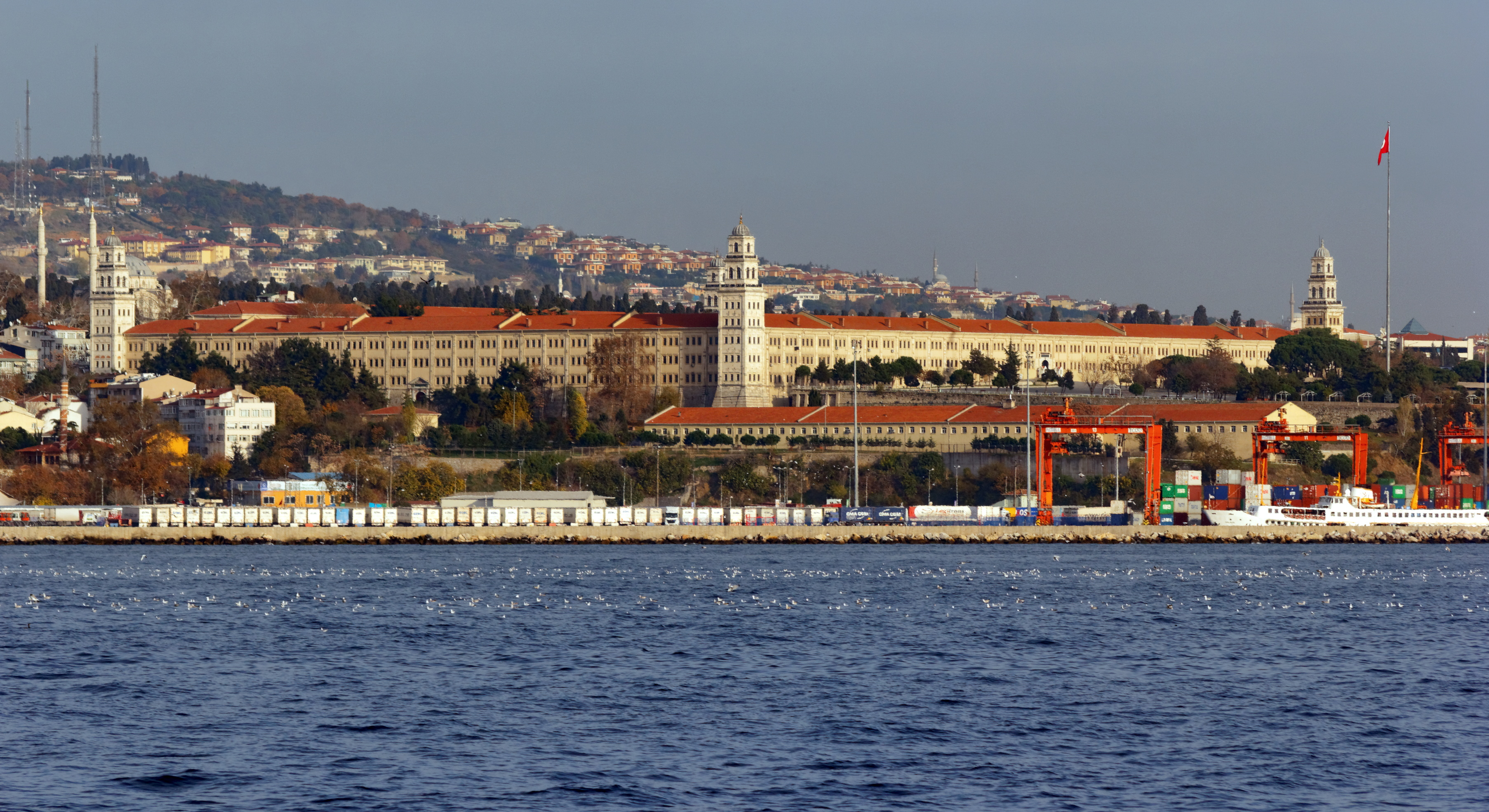
Cuartel de Selimiye

El cuartel de Selimiye, también conocido como cuartel de Scutari (en turco: Selimiye Kışlası) es un cuartel del ejército turco situado en Üsküdar, un distrito de la zona asiática de Estambul, Turquía. Fue construido en 1800 por el sultán Selim III para los soldados del recién creado ejército regular en el marco de la reforma militar otomana denominada «Nizam-ı Cedid» (literalmente, Nuevo Orden).

## Construcción
El cuartel construido inicialmente en madera por el reconocido arquitecto armenio Krikor Balyan fue destruido por un incendio durante una revuelta de los jenízaros, que se oponían a las reformas. El sultán Mahmut II ordenó reconstruirlo en piedra en 1825 y las obras terminaron el 6 de febrero de 1828. El edificio, de planta rectangular (200 x 267 metros), dispone de un enorme explanada central, tres plantas en tres de sus alas y sólo dos en el ala oriental debido a la inclinación del terreno. Durante el reinado del sultán Abdülmecit I, el cuartel fue renovado dos veces, primero en 1842-1843 y después en 1849-1850. Durante las obras, se agregó una torre de siete plantas en cada una de las esquinas, adquiriendo el cuartel el aspecto actual.

## Guerra de Crimea

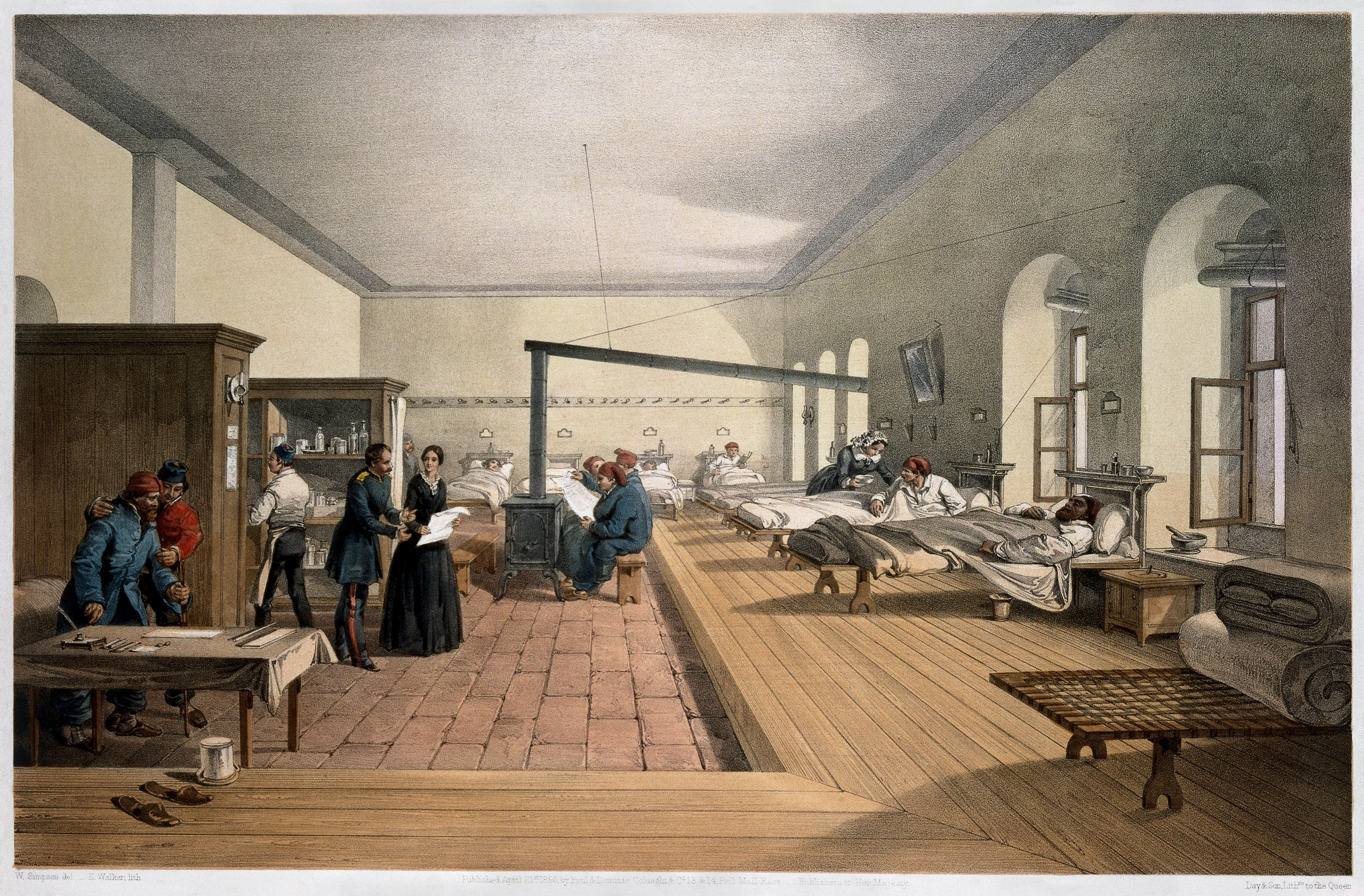
Litografía de 1856 del interior del cuartel habilitado como hospital durante la guerra de Crimea

Durante la guerra de Crimea (1854-1856), el cuartel fue ocupado por el ejército británico, en su viaje desde el Reino Unido hacia Crimea. Una vez que las tropas del 33er y del 41.er regimiento de infantería lo abandonó para dirigirse al frente, el cuartel fue convertido temporalmente en hospital militar.
El 4 de noviembre de 1854, Florence Nightingale llegó a Scutari (en la actualidad, Üsküdar) con 38 enfermeras voluntarias para hacerse cargo de miles de soldados heridos y enfermos. Las mejoras introducidas durante su estancia en las condiciones sanitarias en que vivían los enfermos ayudó a reducir la mortalidad y regresó a casa en 1857 siendo considerada una heroína.
Durante la guerra, murieron en el cuartel de Selimiye aproximadamente 6000 soldados, en su mayoría a causa de una epidemia de cólera. Los muertos fueron enterrados en una parcela cercana al cuartel que más tarde se convertiría en el cementerio de Haydarpaşa.
Durante el periodo republicano, el cuartel de Selimiye fue destinado a diferentes usos, como escuela secundaria y prisión. En la actualidad, acoge el cuartel general del mando del primer ejército turco.

## Ubicación
El cuartel de Selimiye se encuentra en el barrio de Harem, en el límite de los distritos de Üsküdar y Kadıköy, junto al mar de Mármara. La carretera que conecta la terminal marítima y la estación de autobuses con la autopista Estambul-Ankara (O-2) pasa muy cerca del cuartel.
La torre norte del edificio alberga un museo dedicado a Florence Nightingale.